# Veitshöchheim (stacja kolejowa)
Veitshöchheim (niem: Bahnhof Veitshöchheim) – stacja kolejowa w Veitshöchheim, w regionie Bawaria, w Niemczech. Znajduje się na linii Main-Spessart-Bahn (Würzburg–Aschaffenburg). Powstała w czasie budowy Ludwigs-West-Bahn, która została otwarta 1 października 1854.
Według klasyfikacji Deutsche Bahn posiada kategorię 6.
Dworzec został zbudowany w pobliżu Pałacu Veitshöchheim, letniej rezydencji biskupów Würzburga, później królów Bawarii. Szczególnie znany w kompleksie pałacowym jest z otaczający go ogród w stylu rokoko.
Stacja otrzymała szczególnie reprezentatywny budynek dworca, zaprojektowany jako ośrodek, który powinien spełniać funkcje dla wycieczek z Würzburga do parku i zamku królewskiego. Budynek stacji miał być większy niż to było odpowiednie dla dawnej wsi Veitshöchheim. Oprócz budynku publicznego, zbudowano pawilon królewski, bezpośrednio w głównej osi zamku. Wiązało się to z powstaniem zadaszonego przejścia łączącego pałac z dworcem. Pawilon królewski jest teraz używany przez bibliotekę miejską i centrum młodzieży miejscowości Veitshöchheim.
W latach 2004–2005, perony stacji przeszły gruntowną modernizację. Zbudowano nowe przejście podziemne łączące perony, a całość prac wyniosła 3,2 mln €.

## Linie kolejowe
- Main-Spessart-Bahn